# Sydney Ewart Hollingworth
Sydney Ewart Hollingworth FGS (7 novembre 1899 - 23 juin 1966) est un géologue et universitaire britannique spécialisé dans la géologie du Pléistocène du nord-ouest de l'Angleterre et est professeur de géologie à l'University College de Londres de 1946 à 1966. Les falaises de Hollingworth en Antarctique et le minéral "Hollingworthite" portent son nom  .

## Jeunesse et éducation
Il est né à Flore, dans le Northamptonshire, fils d'Alice Masters Hollingworth et de Charles Hollingworth, contremaître au département des munitions de l'armée. Il fait ses études à la Northampton School, puis rejoint l'armée à la fin de la Première Guerre mondiale. Il est blessé en service actif .
Après la fin de la guerre, il entre au Clare College de Cambridge, où il est influencé par John Edward Marr et Alfred Harker. Hollingworth remporte les honneurs de première classe dans les deux parties des tripos en sciences naturelles et, en 1921, reçoit la bourse Harkness. En 1921, il est diplômé de Cambridge et 10 ans plus tard, il obtient un DSc de l'University College de Londres .

## Carrière

### Commission géologique britannique
Pendant 25 ans, il travaille au British Geological Survey, suivi de 20 ans en tant que professeur Yates-Goldsmid de géologie à l'University College de Londres .
Son travail avec le BGS l'amène à Cumberland, où il travaille avec le groupe chargé de réarpenter les champs de charbon et de minerai de fer de West Cumberland. Avec Frederick Murray Trotter et d'autres, il aide à créer de nouvelles cartes et mémoires des districts de Brampton, Whitehaven, Gosforth et Cockermouth de Cumberland. Pendant ce temps, il devient un expert de la géologie du Pléistocène de la région, et sa thèse de 1931 est consacrée à la glaciation et au développement des drumlins à Edenside et dans la plaine de Solway, et le sujet constitue la base de sa thèse de 1931, The Glaciation of Western Edenside. et les zones adjacentes et les Drumlins d'Edenside et le bassin de Solway ,.
En 1934, le BGS transfère Hollingworth dans la section des West Midlands et il commence des années de travail sur le terrain dans le Cambridgeshire. Lorsque la Seconde Guerre mondiale commence en 1939, Hollingworth rejoint une équipe chargée de mettre à jour et d'accroître les connaissances géologiques des pierres de fer du Jurassique, en particulier celles du Northamptonshire telles que la Northampton Sand Formation. Celles-ci sont particulièrement vitales à cette époque car elles constituent la principale source nationale de minerai de fer du Royaume-Uni, qui joue un rôle crucial dans la production d'acier requise par l'effort de guerre .

### University College de Londres
Hollingworth retourne dans le milieu universitaire après la fin de la guerre, devenant le professeur Yates-Goldsmid de géologie à l'University College de Londres. Au cours des deux décennies suivantes, il se lance dans de nouveaux domaines de recherche tout en élargissant les installations, l'équipement et le prestige du département .
Au milieu des années 1950, lors d'une pénurie de soufre, Hollingworth effectue un voyage de recherche au Chili avec des étudiants et du personnel. Pendant son séjour, il reconnait l'importance géologique supplémentaire de la région et revient au début des années 1960 pour faire de nouvelles cartes géologiques au Chili. Il se rend également dans l'orogenèse calédonienne de la Norvège, enquêtant sur des roches anciennes au nord du cercle polaire arctique .
Dans le milieu universitaire, ses domaines d'intérêt sont la géomorphologie, la géologie structurale, la géologie économique et la conservation. En 1965, l'université ouvre un sous-département consacré à l'hydrogéologie grâce à l'initiative de Hollingworth. 

### Société géologique
Hollingworth devient membre de la Société géologique de Londres en 1922 et y reste actif tout au long de sa vie. Pendant 17 ans, il siège à son conseil, est secrétaire de 1949 à 1956, est deux fois vice-président (1956-1958 et 1962-1964) et est président de 1960 à 1962. La Geological Society décerne à Hollingworth le fonds Lyell en 1938 et la médaille Murchison en 1959 .

## Vie privée
En 1927, Hollingworth épouse Anne Mary Lamb, avec qui il a deux fils. Il est décédé en 1966 à l'University College Hospital de Londres des suites d'une maladie soudaine. Ses voyages au Chili lui ont apporté l'amour des Andes, où ses cendres ont été dispersées.
En 1965, Eugen Friedrich Stumpfl et Andrew M. Clark nomment un minéral sulfuré "Hollingworthite" du groupe Cobaltite . Le British Antarctic Survey de 1968–71 nomme les falaises de Hollingworth en Antarctique en son honneur.